# Heath and Reach
Heath and Reach è un villaggio e parrocchia civile dell'Inghilterra, appartenente alla contea del Bedfordshire.